# Zhang Qiujian Suanjing

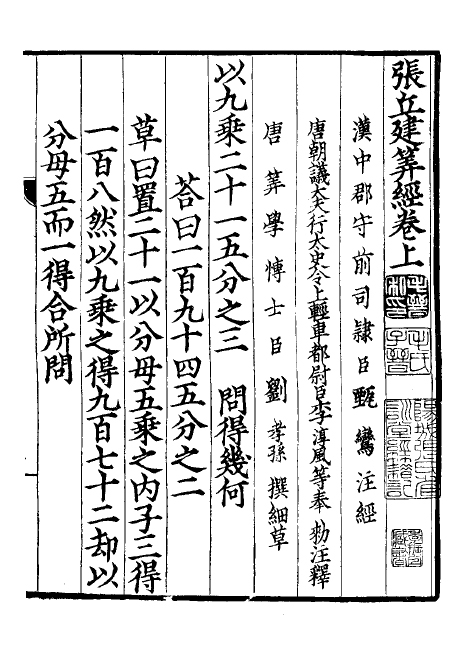
Versión de la dinastía Song del Zhang Qiujian Suanjing.

El Zhang Qiujian Suanjing (张邱建算经, Zhāng Qiūjiàn Suànjīng, lit. El clásico matemático de Zhang Qiujian) es el único trabajo conocido del matemático chino del siglo V Zhang Qiujian. Es uno de los diez libros matemáticos cuya colección es conocida como Suanjing Shishu (Los diez cánones del cálculo). En 656, cuando las matemáticas fueron incluidas en el sistema de examen imperial chino, estas diez obras extraordinarias fueron seleccionadas como los libros de texto. Los nueve capítulos sobre el arte matemático y el Sun Zi Suanjing son dos de estas obras que preceden al Zhang Qiujian Suanjing. Estas tres obras comparten una gran cantidad de temas en común. En el Zhang Qiujian Suanjing, uno puede encontrar la continuación del desarrollo de las matemáticas de los dos clásicos anteriores. Evidencias internas sugieren que el libro fue compilado algún día entre 466 y 485.
"Zhang Qiujian Suanjing" tiene un lugar importante en la historia del mundo de las matemáticas: es uno de esos libros raros de antes del 500 que manifiesta el desarrollo ascendiente de las matemáticas, fundamentalmente debido a notaciones del sistema numérico y las fracciones comunes. El sistema numérico tiene una notación de valor con diez como base, y la notación concisa de las fracciones comunes es la misma que utilizamos hoy día."
Poco o nada es conocido acerca del autor, Zhang Qiujian, a veces escrito Chang Ch'iu-Chin o Chang Ch'iu-chien. Se estima que él vivió desde 430 hasta 490, pero no existe un consenso.

## Contenido
En su forma que sobrevivió, el libro tiene un prólogo y tres capítulos. Hay dos partes restantes, una al final del capítulo 1 y otra al principio del capítulo 3. El capítulo 1 consiste de 32 problemas, el capítulo 2 de 22 y el capítulo 3 de 38. En el prólogo, el autor expuso sus claros objetivos de escribir el libro, los cuales eran 3, el primero era explicar como manejar operaciones aritméticas incluyendo fracciones; el segundo era presentar nuevos métodos mejorados para resolver antiguos problemas; el tercer objetivo era presentar métodos calculatorios de una forma precisa y comprensible.
Aquí hay un problema típico del capítulo 1: "Divide 6587 2/3 y 3/4 por 58 1/2. ¿Cuánto es?" La respuesta está dada como 112 437/702 con una descripción detallada del proceso por el cual la respuesta fue obtenida. Esta descripción utiliza la numeración con varillas. El capítulo considera gran cantidad de problemas del mundo real. Donde el cálculo con fracciones aparece naturalmente.
En el capítulo 2, entre otros, hay varios problemas que requieren la aplicación de la regla de tres. Aquí hay un problema típico: "Ahora había una persona que robó un caballo y se fue con él. Luego de haber viajado 73 li, el dueño se dio cuenta [del robo] y dio caza por 145 li mientras que [el ladrón] estaba 23 li adelante antes de volver hacia atrás. Si el dueño no hubiera vuelto hacia atrás en lugar de seguir su caza, encuentra la distancia en li antes de que lo hubiera atrapado [al ladrón]." La respuésta dada es 238 3/14 li.
En el capítulo 3, hay varios problemas conectados por volúmenes de sólidos los cuales son graneros. Aquí hay un ejemplo: "Ahora había un pozo [de forma del tronco de una pirámide] con una base rectangular. El ancho del rectángulo superior es de 8 chi. La profundidad es 1 zhang. Halla la cantidad de mijo que puede albergar." Sin embargo, la respuesta está dada en un set diferente de unidades. El problema 37 es el "problema del lavado de tazones": "Ahora hay una mujer lavando tazones en el río, un oficial pregunta, "¿Por qué tienes tantos tazones?" La mujer respondió, "Había invitados en la casa, pero no recuerdo cuantos. Sin embargo, por cada 2 personas había [un tazón de] salsa, por cada 3 [un tazón de] sopa y por cada 4 personas había [un tazón de] arroz; 65 tazones fueron utilizados en conjunto." Halla el número de personas." La respuesta dada es 60 personas.
El último problema en el libro es el famoso "problema de los cientos de aves", el cual es a veces considerado como uno de los primeros ejemplos que incluye ecuaciones con soluciones indeterminadas. "Ahora un gallo vale 5 qian, una gallina 3 qian y 3 pollos 1 qian. Se necesita comprar 100 aves con 100 qian. En cada caso, encuentra el número de gallos, gallinas y pollitos comprados."

## Traducción al inglés
Ang Tian Se, un estudiante de la Universidad de Malaya (Kuala Lumpur, Malasia), preparó una traducción al inglés del Zhang Qiujian Suanjing como parte de su tesis para la M.A. Dissertation. Pero la traducción nunca se publicó.